# 21705 Субінмін
21705 Субінмін (21705 Subinmin) — астероїд головного поясу, відкритий 7 вересня 1999 року.
Тіссеранів параметр щодо Юпітера — 3,365.